# Bürgerrat Bildung und Lernen
Der Bürgerrat Bildung und Lernen ist ein von der Montag Stiftung Denkwerkstatt initiiertes und finanziertes Beteiligungsformat, bei dem ausgeloste Bürger ab 16 Jahren aus Deutschland Vorschläge entwickeln, mit denen notwendige Veränderungen im Bildungssystem umgesetzt werden sollen. Zusätzlich  entwickeln Schüler verschiedener Jahrgänge und Schulformen eigene Ideen und bringen sie in den Bürgerrat ein. Der Bürgerrat wurde Ende 2020 gegründet und läuft über drei Jahre hinweg, mindestens bis Ende 2023. 2021 hat der Bürgerrat Bildung und Lernen ein erstes „Sofortprogramm“ veröffentlicht. Teilnehmende des Bürgerrats haben das Programm Politikern in Bund, Ländern und Kommunen sowie in Bildungsausschüssen mehrerer Landtage vorgestellt. 2022/2023 erarbeiten die Teilnehmenden Empfehlungen zu Chancengleichheit und Bildungsgerechtigkeit.
Die einzelnen Beratungsschritte des Bürgerrats finden anhand deliberativer Verfahren statt. Die Empfehlungen entstehen jeweils in mehreren Runden mit unterschiedlich vielen Teilnehmenden. Die Sitzungen finden teilweise in Präsenz, teilweise digital statt. Bisher haben insgesamt rund 700 Bürger am Bürgerrat teilgenommen.

## Kinder- und Jugendbeteiligung
Weil das Thema Bildung in besonderem Maße junge Menschen betrifft, sind Teilnehmende zwischen 16 und 25 Jahren im Bürgerrat bewusst leicht überrepräsentiert. Um auch jüngere Kinder in die Arbeit des Bürgerrats Bildung und Lernen einzubeziehen, finden Schulwerkstätten in mehreren Schulen, Schulformen und Bundesländern statt. Repräsentiert werden die Schüler im Bürgerrat von aus den eigenen Reihen gewählten Botschaftern. Bis Anfang 2023 haben rund 200 Kinder und Jugendliche unter 16 Jahren aus zehn Bildungseinrichtungen in insgesamt sieben Bundesländern eigene Forderungen an die Bildungspolitik entwickelt. Im Dezember 2022 haben die Botschafter einen Offenen Brief an die scheidende Präsidentin der Kultusministerkonferenz (KMK) und Bildungsministerin von Schleswig-Holstein, Karin Prien übergeben. Der Offene Brief kann von allen Schülern in Deutschland unterzeichnet werden. Die Kinder und Jugendlichen aus dem Bürgerrat übergeben die gesammelten Unterschriften Ende 2023 an Bildungspolitiker.

## Ziele
Der Bürgerrat Bildung und Lernen soll die Perspektiven von Experten und Politikern um die Perspektiven von Bürgern ergänzen. Indem Bürger mit verschiedenen demografischen Hintergründen mehrheitsfähige Vorschläge entwickeln, will der Bürgerrat einen Impuls geben, notwendige bildungspolitische Reformen umzusetzen.

## Selbstverständnis
Der Bürgerrat Bildung und Lernen versteht sich als Plattform, auf der möglichst viele  Menschen (ein Querschnitt der Bevölkerung) in einem deliberativen Verfahren Ideen und Vorschläge beraten und zu fundierten Empfehlungen kommen. Jeder Durchgang wird ausgewertet. Erkenntnisse aus den Evaluationen werden genutzt, um die Verfahrensschritte sowie die weiteren Aktivitäten des Bürgerrats in den folgenden Durchläufen anzupassen.

## Zusammensetzung der Teilnehmenden
Für die Auswahl der beteiligten Bürger nutzt der Bürgerrat Bildung und Lernen Zufallsverfahren. Die genutzten Verfahrenswege basieren auf sozio-demografischen Kriterien, um eine vielfältige Zusammensetzung des Bürgerrats nach Geschlecht, Alter, Bildung und Regionen zu erreichen: Die Teilnehmenden sollen möglich einen Querschnitt der deutschen Gesellschaft abbilden.

## Empfehlungen des Bürgerrats 2020/2021
Im Bürger- und Jugendforum im Mai 2021 haben die Teilnehmenden insgesamt 50 Vorschläge für Veränderungen im Bildungssystem ausgearbeitet. Aus diesen hat der zentrale Bürgerrat im September 2021 insgesamt acht Empfehlungen formuliert, die teilweise mehrere der vorliegenden Vorschläge zusammenfassen. Die Empfehlungen des Bürgerrats wurden in einem Sofortprogramm zusammengefasst und veröffentlicht.
Kompetente Lehrkräfte:
Der Bürgerrat fordert, dass die Auswahl, Ausbildung, Fort- und Weiterbildung von Lehrkräften reformiert wird, um einen guten Unterricht zu ermöglichen.
Berufsorientierung stärken:
Der Bürgerrat fordert, Lehrpläne so umzustrukturieren, dass diese mit praktischen Lehr-/Lernmethoden vermittelt werden können. Dadurch wird das Erleben mit den eigenen Händen gefördert und Lerninhalte werden praktisch begreifbar, um auch nicht-digitale, praktische Kompetenzen zu stärken.
Gleiche Chancen für alle Schülerinnen und Schüler:
In Deutschland bestimmen Herkunft, ökonomische und gesellschaftliche Stellung des Elternhauses immer noch stark den Bildungsweg eines Kindes. Gleiche Startbedingungen für den Bildungsweg sind die Grundvoraussetzung für die chancengleiche Teilhabe an der Gesellschaft und eine Grundlage für die Selbstwirksamkeit aller Schülerinnen und Schüler.
Lebensnahes Lernen:
Zum Beispiel sollen Fähigkeiten und Wissen, die im Erwachsenenalter nötig sind, in einem Fach „Lebenskompetenz“ vermittelt werden. Je nach Lebensabschnitt werden Fähigkeiten wie der Umgang mit Werkzeugen, Hauswirtschaft, Mietverträgen, Steuern, Versicherungen, Bewerbungen, Ernährung, Gesundheit, Bewegung etc. vermittelt.
Harmonisierung des Bildungssystems:
Der Bürgerrat fordert, dass Bildungspolitik Bundessache wird, um ein einheitliches Bildungssystem mit einheitlichen Lehrplänen als „roter Faden“ für alle Bundesländer gewährleisten zu können.
Lernkultur: Individuelle Förderung im Fokus:
Der Bürgerrat fordert den Umbau des Schulsystems zu einem Ganztagsmodell. Die Grundlage der individuellen Förderung soll in der Erstellung von individuellen und bedarfsgerechten Lehrplänen mit Freiraum zur Entfaltung der Eigenverantwortung von Schülerinnen und Schülern bestehen.
Demokratie und Teilhabe an der Schule:
Der Bürgerrat fordert die Möglichkeit zur aktiven Teilhabe an demokratischen Gestaltungsprozessen in allen Bildungseinrichtungen. Demokratie müsse erfahren und erlernt werden.
Digitalisierung lernen:
Der Bürgerrat fordert den Zugang zu digitalen Endgeräten und eine grundsätzliche Netzanbindung für alle Schüler nach Mindeststandards. Um den technischen Support und damit einen reibungslosen Ablauf des digitalen Schulalltags zu gewährleisten, sollen Planstellen für Medienberater an den Schulen geschaffen werden.
Die Empfehlungen der Kinder und Jugendlichen aus den Schulwerkstätten wurden in einem eigenen Report veröffentlicht:
- Neues Schulfach „Lernen fürs Leben!“
- Schöne Schulen
- Chill- und Lernräume für alle Schulen
- Tablets für alle Schulen
- Späterer Schulstart
- Individuelles Lernen
- Schulhaustiere
- Lernen belohnen
- IT-Pflichtausbildung für Lehrer
- Mehr Lehrer
- Musik im Unterricht
- Information und Aufklärung über alle Bildungs- und Berufswege
- Fridays for food (Mitbestimmung beim Schulessen)

Auf Basis dieser Zwischenergebnisse fokussiert der Bürgerrat seine Arbeit 2022 und 2023 auf das Thema „Gleiche Chancen für alle“.

## Rezeption
Der Bürgerrat Bildung und Lernen, der ohne parlamentarischen Auftrag aktiv ist, hat sein Anliegen und seine Zwischenergebnisse bereits bei mehreren Treffen mit Bildungspolitikern aus Kommunen, Ländern und dem Bund vorstellen und übergeben. Oft fanden zu diesen Anlässen auch Diskussionsrunden zwischen Bildungspolitikern und Teilnehmern des Bürgerrats statt. Übergeben konnte der Bürgerrat sein Sofortprogramm bereits an die Bundestagsvizepräsidentin Aydan Özoguz (SPD)
und die damalige Präsidentin der Kultusministerkonferenz Karin Prien (CDU) sowie den Präsidenten des Berliner Abgeordnetenhauses Dennis Buchner (SPD)
. Im Sächsischen Landtag war der Bürgerrat für Bildung und Lernen Gast im Ausschuss für Schule und Bildung, um dort für mehr Bürgerbeteiligung und eine Umsetzung seiner Empfehlungen zu werben.
Hinzu kommen unter anderem Termine mit Saskia Esken, Bundesvorsitzende der SPD, mit der saarländischen Bildungsministerin Christine Streichert-Clivot (SPD), mit dem Ministerpräsidenten von Schleswig-Holstein Daniel Günther (CDU), mit Ria Schröder, der bildungspolitischen Sprecherin der FDP-Bundestagsfraktion und Jens Brandenburg (FDP), Parlamentarischer Staatssekretär bei der Bundesministerin für Bildung und Forschung.

## Hintergrund
Mit Beginn der Corona-Krise seien grundsätzliche Probleme in Bildungseinrichtungen noch deutlicher sichtbar geworden. Sowohl Experten als auch Politiker bieten Lösungen für die bestehende Herausforderungen an. Dennoch würden Reformen nicht oder nur sehr zögerlich umgesetzt. Die Montag Stiftung Denkwerkstatt hat den Bürgerrat Bildung und Lernen initiiert, um die Perspektiven von Bürgern sichtbar zu machen und damit zur politischen Willensbildung beizutragen.
Die Durchführung und Moderation des Bürgerrats übernehmen im Auftrag der Montag Stiftung Denkwerkstatt IKU_Die Dialoggestalter.

## Befürworter und ideell Unterstützende
- Bundeselternrat
- Deutscher Städtetag
- Grundschulverband e.V.
- Deutscher Städte- und Gemeindebund
- Bayerischer Lehrer- und Lehrerinnenverband e. V.
- youpaN-Jugend-Panel zur Bildung für nachhaltige Entwicklung der Stiftung Bildung
- GGG-Gemeinnützige Gesellschaft Gesamtschule Verband für Schulen des gemeinsamen Lernens
- Netzwerk Stiftungen und Bildung